# Памела С. Расмуссен
Памела С. Расмуссен (нар. 16 жовтня 1959 року, США) — видатна американська орнітологиня, фахівець з азійських видів птахів, соавторка двох видань книги «Птахи Південної Азії: Путівник Ріплі» (2005, 2012 рр.).

## Біографія
Памела Сесіль Расмуссен народилася у США, її батько був лікарем та покинув родину у дитинстві П. С. Расмуссен. Визначною подією у дитинстві майбутньої вченої став подарунок її матері — книга «Птахи світу», яка започаткувала інтерес до птахів, який надалі не згасав. У 1983 році П. С. Расмуссен закінчує приватний адвентиський університет Уола Уола (штат Вашингтон) та отримує ступінь магістра. У 1990 році захищає дисертацію на ступінь доктора філософії у Університеті Канзасу (науковий керівник P. S. Humphrey). Після цього працює у Смітсоновському інституті під керівництвом видатного орнітолога С. Д. Ріплі. Зараз обіймає посади доцента кафедри інтегративної біології та помічника куратора відділу теріології та орнітології музею у Університеті Мічігану. Також з 2002 року працює науковим співробітником у Музеї природньої історії у місті Трінг, Велика Британія. Памела С. Расмуссен член редколегії журналу «Systematics and Biodiversity».